# Средна земна чинка
Средна земна чинка (Geospiza fortis) е вид птица от семейство Тангарови (Thraupidae).

## Разпространение и местообитание
Тя е един от видовете Дарвинови чинки и е ендемичен вид, срещащ се на Галапагоските острови. Нейните естествени местообитания са тропическите и субтропическите райони характеризиращи се със суха горска и храстова растителност. Това е и първият вид от Галапагоските чинки, при които учените са наблюдавали еволиция и в днешни дни.